# جورج ديفيز (لاعب كرة قاعدة)
جورج ديفيز (بالإنجليزية: George Davies) هو لاعب كرة قاعدة أمريكي، ولد في 22 فبراير 1868 في بورتاغ في الولايات المتحدة، وتوفي في 22 سبتمبر 1906 في واترلو في الولايات المتحدة.

## وصلات خارجية
- جورج ديفيز على موقعبيزبول رفرنس.كوم (الدوري الرئيسي) (الإنجليزية)